# امبابانه
امبابانه یا مبابان پایتخت اداری کشور آفریقایی سوازیلند است. جمعیت این شهر دارای ۱۵۰ کیلومتر مربع مساحت و در سال ۲۰۱۰ میلادی ۹۴٬۸۷۴ نفر جمعیت می‌باشد. پایتخت سلطنتی و قانونی سوازیلند شهر لوبامبا است.

## شهرهای خواهرخوانده
- تایپه - تایوان
- فورت وورث - ایالات متحده

## نگارخانه

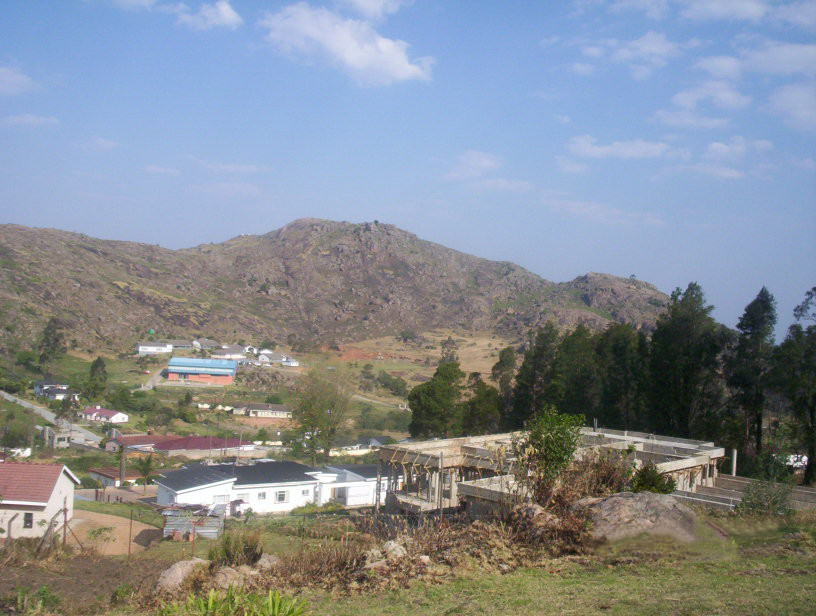
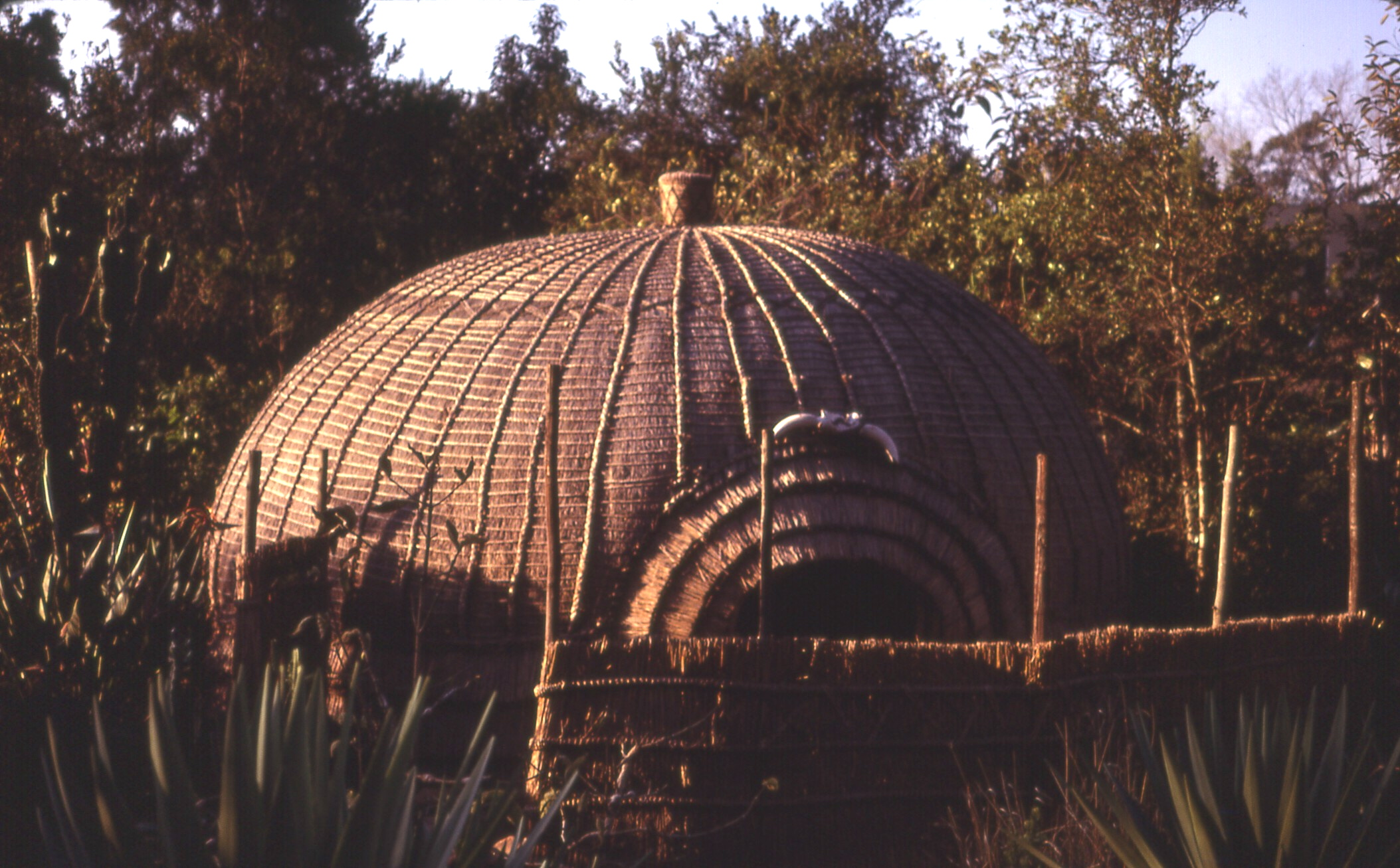